# Uomini soli
Uomini soli è il ventiduesimo album in studio dei Pooh pubblicato il 3 marzo 1990 dalla CGD East West.
Il disco debutta al primo posto della hit parade dove resiste per 10 mesi e risulta il 23' album più venduto.

## Il disco
Viene aperto dal brano omonimo, vincitore del Festival di Sanremo. Il brano, per l'iniziativa attuata al Festival di quell'anno di far eseguire i brani in gara ad artisti stranieri, è stato eseguito anche in lingua inglese dalla cantante jazz Dee Dee Bridgewater con il titolo Angel of the Night e un testo differente.
Tipiche del gruppo, anche e soprattutto del periodo degli anni ottanta, sono le seguenti caratteristiche dell'album:
- Un buon numero di canzoni dedicate alle donne, come La luna ha vent'anni, cantata da Red; oppure il singolo Donne italiane, interpretato a quattro voci alternate; si ricordino inoltre Giulia si sposa, con testo di Negrini cantato da Stefano, oppure L'altra donna, cantata da Dodi.
- Il riferimento ad alcune situazioni di politica internazionale dell'epoca. In questo disco in particolare viene ricordata, nella canzone Città proibita, cantata da Roby, la tragica Protesta di piazza Tienanmen del 1989.
- Un brano di stampo autobiografico come Non solo musica, cantato da Roby.

Risulta invece inedita per il gruppo la partecipazione di altri cantanti solisti. È il caso di Tu vivrai, brano di chiusura dell'album, eseguita una strofa a testa da Eros Ramazzotti, Enrico Ruggeri, Raf e Umberto Tozzi con i Pooh a interpretare i cori.
La copertina del disco, come in altri casi all'epoca, è realizzata in carta riciclata.

## Tracce
1. Uomini soli (Facchinetti-Negrini) - 4'03" - Voci principali: Dodi, Red, Roby, Stefano
2. Napoli per noi (Canzian-D'Orazio) - 4'11" - Voce principale: Red
3. L'altra donna (Battaglia-Negrini) - 4'35" - Voce principale: Dodi
4. Città proibita (Facchinetti-Negrini) - 5'18" - Voce principale: Roby
5. Donne italiane (Facchinetti-Negrini) - 4'33" - Voci principali: Red, Stefano, Roby, Dodi
6. Non solo musica (Facchinetti-D'Orazio) - 4'43" - Voce principale: Roby
7. La luna ha vent'anni (Canzian-Negrini) - 4'35" - Voce principale: Red
8. Davanti al mare (Battaglia-Negrini) - 4'17" - Voce principale: Dodi
9. Giulia si sposa (Facchinetti-Negrini) - 4'09" - Voce principale: Stefano
10. Tu vivrai (Facchinetti-Negrini) - 5'28" - Voci principali: Eros Ramazzotti, Enrico Ruggeri, Roby, Raf, Umberto Tozzi

## Formazione
- Roby Facchinetti - voce, pianoforte, tastiera
- Dodi Battaglia - voce, chitarra
- Stefano D'Orazio - voce, batteria, percussioni, octapad
- Red Canzian - voce, basso, contrabbasso

## Classifiche

### Classifiche settimanali
| Classifica (1990) | Posizione massima |
| ----------------- | ----------------- |
| Europa            | 45                |
| Italia            | 1                 |

### Classifiche di fine anno
| Classifica (1990) | Posizione |
| ----------------- | --------- |
| Italia            | 6         |